# Villa Sartori
La Villa Sartori è una villa veneta risalente alla fine del seicento. Essa si trova nel comune di Negrar nella frazione di Santa Maria, in Valpolicella, nella provincia di Verona. 
I primi disegni che illustrano la struttura dell'edificio risalgono al 1685 e al 1699. Nel 1711 si ha l'ampliamento della villa e la ristrutturazione. All'esterno della villa è presente un bel parco, rovinato però durante la seconda guerra mondiale. Sul muro di cinta c'è un capitello dedicato alla Madonna e ai Santi Pietro e Paolo.